# Příkazy
Příkazy är en ort i Tjeckien.   Den ligger i regionen Olomouc, i den östra delen av landet, 200 km öster om huvudstaden Prag. Příkazy ligger 229 meter över havet och antalet invånare är 1 224.
Terrängen runt Příkazy är huvudsakligen platt, men västerut är den kuperad.Runt Příkazy är det ganska tätbefolkat, med 207 invånare per kvadratkilometer. Närmaste större samhälle är Olomouc, 9,4 km sydost om Příkazy. Trakten runt Příkazy består till största delen av jordbruksmark.